# 2025年のインド
2025年のインド（2025ねんのインド）では、2025年のインドに関する出来事について記述する。
< 2024年 | 2025年のインド | 2026年 >

## 概要
インドはIMFの推計によると、2025年内にGDPで日本を抜いて世界第4位になることが見込まれている。

## 国家元首等
- 大統領
  - 第15代: ドラウパディ・ムルム（インド人民党、2022年7月25日 - ）
- 副大統領
  - 第14代: ジャグディープ・ダンカール（インド人民党、2022年8月11日 - ）
- 首相
  - 第18代: ナレンドラ・モディ（インド人民党、2014年5月26日 - ）
- 最高裁判所長官
  - 第51代: サンジブ・カンナ（2024年11月11日 - ）
- 連邦議会下院議長
  - 第18代: オム・ビルラ（インド人民党、2024年6月24日 - ）

## できごと

### 1月
- 1月13日 - ウッタル・プラデーシュ州でクンブ・メーラが開始[2]。

### 2月
- 2月26日 - クンブ・メーラが終了。期間中に6億2000万人が参加し、混雑により2度の群衆事故も発生した[3]。

### 3月
- 3月8日〜9日 - 第25回国際インド映画アカデミー賞が開催。

### 4月
- 4月12日 - インディアン・スーパーリーグでモフン・バガンSGが優勝[4]。
- 4月22日 - ジャンムー・カシミールでパハルガムテロ事件が発生[5]。

### 5月
- 5月10日 - 2025年インド・パキスタン紛争（英語版）が停戦で合意[6]。
- 5月26日 - GDPで日本を抜き世界第4位の経済大国になったと発表[7]。

### 6月
- 6月3日 - インディアン・プレミアリーグでロイヤル・チャレンジャーズ・バンガロールが優勝。
- 6月12日 - エア・インディア171便墜落事故が発生。